# 梅西亚斯
梅西亚斯是巴西阿拉戈斯州的一个市镇。总面积112.86平方公里，总人口15097人，人口密度133.8人/平方公里。